# ユーグ・ド・クレシー
ユーグ・ド・クレシー（フランス語：Hugues de Crécy, 1068年 - 1147年7月31日）またはユーグ・ド・モンレリ（Hugues de Montlhéry）は、フランスの貴族で、シャトーフォール（フランス語）、モンレリ（フランス語）（1108年）、ゴメッツ＝ル＝シャテル、グルネー＝シュル＝マルヌ、ラ・フェルテ＝ボードワン、クレシー＝アン＝ブリーを領有していた。

## 生涯
ユーグ・ド・クレシーは、ロシュフォール伯ギー1世ル・ルージュと2人目の妻コルベイユ伯ブシャール2世未亡人グルネー＝シュル＝マルヌ及びクレシー女領主エリザベート・ド・モンディディエ（エリザベート・ド・クレシー）の息子である。
ユーグの実妹にあたるリュシエンヌは即位前のルイ王太子妃としてフランス王家に嫁いでいた。
フランス王家顧問、シュジェールはユーグが、最も優れた資質を備えていることを知っていたが、しかし同時に略奪癖がある粗暴な領主であり、王家に反逆した場合は周囲の貴族達を煽る手強い扇動者となる可能性があり、国の平和を乱す要注意人物であると考えていた。
ユーグは父ギー1世により、クレシー（フランス語）領をアパナージュとして残され、他ゴメッツ（フランス語版）とシャトーフォール（フランス語）の城を、母からはグルネー（フランス語版）の領地を継承した。
1106年、父のフランス王国セネシャル辞任に伴い、国王フィリップ1世が父に与えたフランス王家のセネシャルに任命されたが、同時期にモンレリ家の支配からの解放を図ったルイ王太子が妃リュシエンヌとの婚姻の無効を訴えて離婚し、さらにフィリップ1世崩御によりルイ6世として即位した。
それを大義名分とし、フランス王国に住むモンレリ家とその息が掛かった広範な家臣達を扇動し新王ルイ6世にユーグは反旗を翻した。
ルイ6世はユーグの義兄で自身の忠臣であるアンソー1世・ド・ガルランドにセネシャル職を与え、彼とともにグルネー城を征服した。その後、ユーグは、グルネー防衛に協力しなかった異母兄コルベイユ伯ウード2世を攻撃した。彼はウード2世を捕らえ、ラ・フェルテ＝ボードゥアン城（現在のラ・フェルテ＝アレー）の地下牢に幽閉した。
しかし、すでに1108年12月、ガルランド伯がラ・フェルテ＝ボードゥアン城に攻め入り、戦いの末にコルベイユ伯を解放した。
同年、父ギー1世が亡くなり、従兄弟のピュイゼ卿ユーグ3世（フランス語版）とともに国王への反乱の中心人物となった。
ユーグは現王ルイ6世派の従兄弟、トロワ副伯ミロン2世・ド・モンレリ（フランス語版）を裏切って反乱を起こし、領地を荒らし、最終的にモンレリ城を征服し、ミロンを捕らえた。文献『Chronicon Mauriniacensis（マウリニアケンシス年代記）』によると、彼はミロン2世をシャトー・フォールに投獄し、その後、おそらく1118年頃に自らの手で絞殺したとされる。
しかし、おそらく同年1118年に国王ルイ6世により、ル・ピュイセを包囲され、ユーグはゴメッツ城に幽閉され、反乱は鎮圧された。
ユーグはすべての財産・所領を王に没収され、修道僧としてクリュニー修道院に隠棲する以外生きる道がなくなった。
その後、ユーグはかつての所領を離れ、サン＝ドニ大聖堂に移り、さらにサン＝マルタン＝デ＝シャン修道院に移り、1147年7月31日にその生涯を終えた。ユーグの死後、ボジュー領主ギシャール2世と再婚した妹リュシエンヌ・ド・ロシュフォールが彼の財産を相続し、クレシー領主を引き継いだ。